# Simona Bonafè
Simona Bonafè (Varese, 12 luglio 1973) è una politica italiana, dal 13 ottobre 2022 deputata alla Camera per il Partito Democratico, dopo esserla stata dal 15 marzo 2013 al 25 giugno 2014.
È stata anche europarlamentare dal 1º luglio 2014 al 12 ottobre 2022 e segretaria regionale del PD in Toscana.

## Biografia
Nata a Varese in Lombardia, si è laureata in Scienze politiche all'Università Cattolica del Sacro Cuore di Milano. Dal 2007 è iscritta all'Ordine dei Giornalisti della Toscana, albo pubblicisti, e lavora come giornalista per i quotidiani Corriere di Firenze ed Europa.
Il 15 dicembre del 2011 a Scandicci le è stato assegnato il riconoscimento "Notte del Pallone rosa - Premio Maria Nisticò" 1ª Edizione.

## Attività politica

### Gli inizi ed elezione a deputata
Nel 2002 s'iscrive a La Margherita di Francesco Rutelli, dove nel giugno 2004 diventa assessora all'ambiente del comune di Scandicci, poi riconfermata dopo le elezioni comunali in Toscana del 2009, nelle giunte di centro-sinistra presiedute da Simone Gheri, rimanendo in carica fino al 2013.
Alle elezioni primarie di "Italia. Bene Comune" del 2012, per la scelta del leader della coalizione di centro-sinistra e candidato alla Presidenza del Consiglio, sostiene la mozione del sindaco di Firenze Matteo Renzi, facendo, assieme a Maria Elena Boschi e Sara Biagiotti, da coordinatrice della sua campagna elettorale.

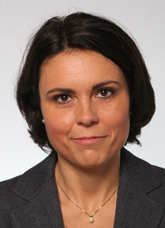
Simona Bonafè eletta alla Camera dei deputati nel 2013.

Alle elezioni politiche del 2013 viene candidata alla Camera dei deputati, tra le liste del Partito Democratico (PD) nella circoscrizione Lombardia 2 in nona posizione quale espressione della corrente di Renzi, risultando eletta deputata e dimettendosi da assessora. Nel corso della XVII legislatura ha fatto parte della 7ª Commissione Cultura, scienza e istruzione (2013-2014) e della 10ª Commissione Attività produttive, commercio e turismo (2014).

### Elezione al Parlamento europeo
In vista delle elezioni europee del 2014 viene candidata al Parlamento europeo, come capolista del PD nella circoscrizione Italia centrale, venendo eletta europarlamentare con 288.674 preferenze, risultando la candidata più votata in tutta Italia per numero di preferenze ottenute in una singola circoscrizione nella tornata elettorale. Nel corso della VIII legislatura del Parlamento europeo è stata membro della Commissione speciale sulla procedura di autorizzazione dei pesticidi da parte dell'Unione (2018), relatrice delle quattro direttive sull'economia circolare, che vengono approvate nella sessione plenaria dell'aprile 2018, e relatrice per il gruppo dei Socialisti & Democratici (S&D) dei seguenti provvedimenti: direttiva sui sacchetti di plastica, risoluzione Strategia della plastica, regolamento Riduzione gas ad effetto serra nei settori del trasporto, delle costruzioni, dei rifiuti, e della piccola industria, risoluzione Procedure di autorizzazione dei pesticidi nell'UE.
Nel 2016 riceve il "MEP Award" come europarlamentare dell'anno per la categoria Ambiente.

### Incarichi all'interno del PD
Alle elezioni primarie del PD del 2017 sostiene la mozione di Matteo Renzi, segretario uscente ed ex Presidente del Consiglio, che vince con quasi il 70% dei voti, entrando a far parte della Direzione nazionale del PD e venendo nominata da Renzi, il 22 luglio 2017, Responsabile con delega all'economia circolare nella segreteria nazionale del PD.
Il 14 ottobre 2018 viene eletta segretaria regionale del PD in Toscana, attraverso le primarie e rappresentando l'ala renziana del PD, ottenendo il 63,2% dei voti e superando il candidato della minoranza Dem Valerio Fabiani, nonostante un enorme calo dell'affluenza nella partecipazione.

### Vicepresidente dei Socialisti & Democratici
Alle elezioni europee del 2019 viene ricandidata all'Europarlamento, tra le liste del Partito Democratico - Siamo Europei nella medesima circoscrizione sempre come capolista, venendo rieletta eurodeputata come prima degli eletti con 169.408 preferenze, e l'11 settembre 2019 diventa vicepresidente del gruppo dei S&D al Parlamento europeo, sostituendo il dimissionario Roberto Gualtieri, nominato ministro dell'economia e delle finanze nel governo Conte II. Nel corso del mandato è stata membro della Commissione ENVI, delle Delegazioni per le relazioni con la Repubblica Popolare Cinese, per le relazioni con il Parlamento panafricano e all'Assemblea parlamentare di partenariato UE-Regno Unito, oltreché membro sostituto della Commissione ITRE e della Delegazione per le relazioni con Israele, promuovendo la costituzione dell'Intergruppo Investimenti sostenibili e di lungo termine e industria europea competitiva, dove ricopre il ruolo di co-presidente, e facendo da relatrice del Regolamento sulle Batterie, del Regolamento sulle prescrizioni minime per il riuso dell'acqua e del Regolamento Istituzione di un quadro che favorisce gli investimenti sostenibili per il gruppo S&D, tutte approvate dal Parlamento europeo, quest'ultime due nelle sessioni plenarie rispettivamente del 20 maggio e 18 giugno 2020.
È stata anche negoziatrice per il gruppo S&D, co-firmataria delle risoluzioni approvate dal Parlamento Europeo sul Recovery Plan, membro del Gruppo di Lavoro del Parlamento Europeo per lo scrutinio dello Strumento per la Ripresa e la Resilienza, alla base delle risorse assegnate ai diversi Piani Nazionali di Ripresa e Resilienza, e responsabile degli affari parlamentari e delle relazioni inter istituzionali.

### Vice-capogruppo vicario del PD-IDP alla Camera
Alle elezioni politiche anticipate del 2022 viene ricandidata alla Camera, come capolista della lista Partito Democratico - Italia Democratica e Progressista (PD-IDP) nel collegio plurinominale Toscana - 03, venendo rieletta a Montecitorio e dimettendosi da europarlamentare. Nella XIX legislatura è membro della 1ª Commissione Affari Costituzionali, della Presidenza del Consiglio e interni, della Commissione parlamentare per la semplificazione e delle Commissioni parlamentari d'inchieste sulle cause del disastro del Moby Prince e quella controversa sull'emergenza sanitaria epidemiologica da SARS-CoV-2, oltre a ricoprire, dal 28 marzo 2023, l'incarico di vice-capogruppo vicario del gruppo parlamentare PD-IDP alla Camera.

## Opere
- “Senza è peggio - perché l'Europa serve”,[33] Rubbettino editore, 2019.
- "The importance of the Circular Economy Model", in "The Circular Economy in the European Union - an interim review",[34] Springer Nature Switzerland, 2020, ISBN 978-3-030-50239-3.